# Frau del Puit
La Frau del Puit, anomenada també el Barranc de la Frau o la Rasa de Vendrell, és un torrent del Solsonès afluent per la dreta de la Riera de Sanaüja.

Neix al sud-est de la Caseta de Can Ramon. De direcció predominant cap al sud, desguassa al seu col·lector al sud-est de Cal Travesset. Tot el seu curs transcorre pel terme municipal de Pinell de Solsonès. La seva xarxa hidrogràfica consta de dotze cursos fluvials que sumen una longitud total de 8.661 m. que també transcorren íntegrament pel terme de Pinell de Solsonès. 

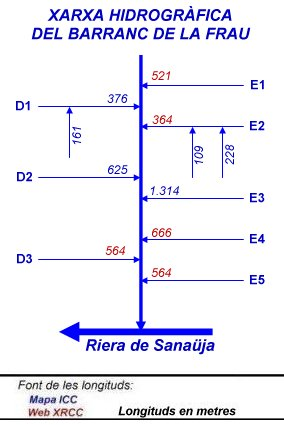
Xarxa hidrogràfica de la Frau del Puit